# Septum intermusculaire médial fémoral
Le septum intermusculaire médial fémoral (ou cloison intermusculaire interne de la cuisse) est une cloison aponévrotique du membre inférieur située dans la cuisse. Elle sépare les loges fémorales antérieure et médiale.

## Description
Le septum intermusculaire médial fémoral nait de la face profonde de la partie médiale du fascia lata pour aller s'insérer sur le bord médial de la ligne âpre.
Il se place entre le muscle vaste médial à l'avant et les muscles adducteurs et pectiné à l'arrière.